# Stadion Ukraina we Lwowie
Stadion Ukraina (ukr. Стадіон «Україна», ang. Ukraina Stadium) – wielofunkcyjny stadion we Lwowie na Ukrainie.
W latach 1963–1991 nazywał się "Drużba" (przyjaźń).
21 czerwca 1992 roku odbył się pierwszy mecz finałowy Mistrzostw Ukrainy w piłce nożnej, w którym klub Tawrija Symferopol zwyciężył Dynamo Kijów (1:0) i został pierwszym Mistrzem Ukrainy w piłce nożnej.